# Wdowin
Wdowin [pronunciación en polaco: /ˈvdɔvin/] es una aldea ubicada en el distrito administrativo de Gmina Drużbice, dentro del condado de Bełchatów, voivodato de Łódź, en el centro de Polonia. Se encuentra a unos 6 kilómetros al sureste de Drużbice, a 10 kilómetros al noreste de Bełchatów, y a 39 kilómetros al sur de la capital regional Łódź.